# Philip Merivale
Pour les articles homonymes, voir Merivale.
Philip Merivale est un acteur et dramaturge britannique, né à Rehutia, Manickpur (Inde — alors Inde britannique) le 2 novembre 1886, mort d'une maladie cardiaque à Los Angeles (Californie) le 12 mars 1946.

## Biographie
Partageant sa carrière entre le Royaume-Uni et les États-Unis (où il s'était finalement installé), Philip Merivale est particulièrement actif au théâtre, jouant notamment à Londres et à Broadway (sur les scènes new yorkaises, entre 1910 et 1944). Il est également l'auteur de quelques pièces et coproducteur d'une, créée à Broadway en 1938.
Au cinéma, il apparaît dans seulement dix-neuf films (le premier, britannique, les autres américains), dont deux muets en 1914 et 1921, puis dix-sept autres à partir de 1933. Ses deux derniers films sortent en 1946, l'année de sa mort. Par ailleurs, un film britannique sorti en 1936 est l'adaptation d'une de ses pièces.
Au moment de son décès, Philip Merivale était marié en secondes noces à l'actrice britannique Gladys Cooper (1888-1971), qu'il avait épousée en 1937 (et aux côtés de laquelle il joua plusieurs pièces, ainsi que le film Âmes rebelles en 1942). En outre, il était le père de l'acteur John Merivale (1917-1990), né d'un premier mariage.

## Filmographie
Comme acteur, sauf mention contraire
- 1914 : Trilby (en) d'Harold M. Shaw
- 1921 : Whispering Shadows d'Émile Chautard
- 1933 : I Loved You Wednesday d'Henry King et William Cameron Menzies (non crédité)
- 1936 : All in (en)[1] de Marcel Varnel (comme auteur, conjointement avec Brandon Fleming, adapté de la pièce Tattenham Corner ; coscénaristes : Leslie Arliss, Val Guest)
- 1936 : Le Rêve de sa vie (Give us this Night) d'Alexander Hall
- 1941 : Joies matrimoniales (Mr. & Mrs. Smith) d'Alfred Hitchcock
- 1941 : La Proie du mort (Rage in Heaven) de W. S. Van Dyke
- 1941 : Alerte à San Francisco (en) (Pacific Blackout) de Ralph Murphy
- 1942 : Carrefours (Crossroads) de Jack Conway
- 1942 : Âmes rebelles (This Above All) d'Anatole Litvak
- 1942 : Lady for a Night de Leigh Jason
- 1943 : Vivre libre (This Land is Mine) de Jean Renoir
- 1943 : Les bourreaux meurent aussi (Hangmen also die !) de Fritz Lang (non crédité)
- 1943 : L'Ange perdu (Lost Angel) de Roy Rowland
- 1944 : Une heure avant l'aube de Frank Tuttle
- 1944 : Les Cuistots de Sa Majesté (Nothing But Trouble) de Sam Taylor
- 1945 : Cette nuit et toujours (Tonight and Every Night) de Victor Saville
- 1945 : L'Aventure (Adventure) de Victor Fleming
- 1946 : Le Criminel (The Stranger) d'Orson Welles
- 1946 : Sister Kenny de Dudley Nichols

## Théâtre (pièces)

### En Angleterre
Comme acteur, à Londres, sauf mention contraire
- 1908-1909 : The Scarlet Pimpernel de la baronne Orczy, adaptation de Montague Barstow, avec Maurice Elvey (à Southampton)
- 1910-1911 : The Scarlet Pimpernel sus-visée, reprise, avec Maurice Elvey (à Bristol)
- 1910-1911 : Henry of Navarre de William Devereaux, avec Maurice Elvey (à Southampton et Bristol)
- 1910-1911 : Comme il vous plaira (As you Like it) de William Shakespeare, avec Maurice Elvey
- 1911-1912 : Macbeth (avec Edmund Goulding), Le Marchand de Venise (The Merchant of Venice), Othello ou le Maure de Venise (Othello, the Moor of Venice) et Les Joyeuses Commères de Windsor (The Merry Wives of Windsor) de William Shakespeare
- 1911-1912 : Orpheus in the Underground d'Alfred Noyes, Frederick Norton et Herbert Beerbohm Tree
- 1912-1913 : The Perfect Gentleman de William Somerset Maugham
- 1912-1913 : L'École de la médisance (The School for Scandal) de Richard Brinsley Sheridan
- 1912-1913 : Drake de Louis N. Parker
- 1912-1913 : Roméo et Juliette (Romeo and Juliet), Jules César (Julius Caesar), La Nuit des rois, ou Ce que vous voudrez (Twelfth Night, or What you will) et Le Marchand de Venise (The Merchant of Venice) de William Shakespeare
- 1913-1914 : Pygmalion de George Bernard Shaw
- 1913-1914 : The Darling of the Gods de David Belasco et John Luther Long, avec Isabel Jeans
- 1913-1914 : Joseph and his Brethren de Louis N. Parker
- 1914-1915 : Drake sus-visée (reprise)
- 1921-1922 : Will Shakespeare de Clemence Dane, mise en scène de Basil Dean, avec Mary Clare, Moyna MacGill, Claude Rains, Flora Robson
- 1938 : La Tempête (The Tempest) de William Shakespeare
- 1938 : Dodsworth, adaptation de Sidney Howard d'après Sinclair Lewis, avec Gladys Cooper, Nora Swinburne

### À Broadway

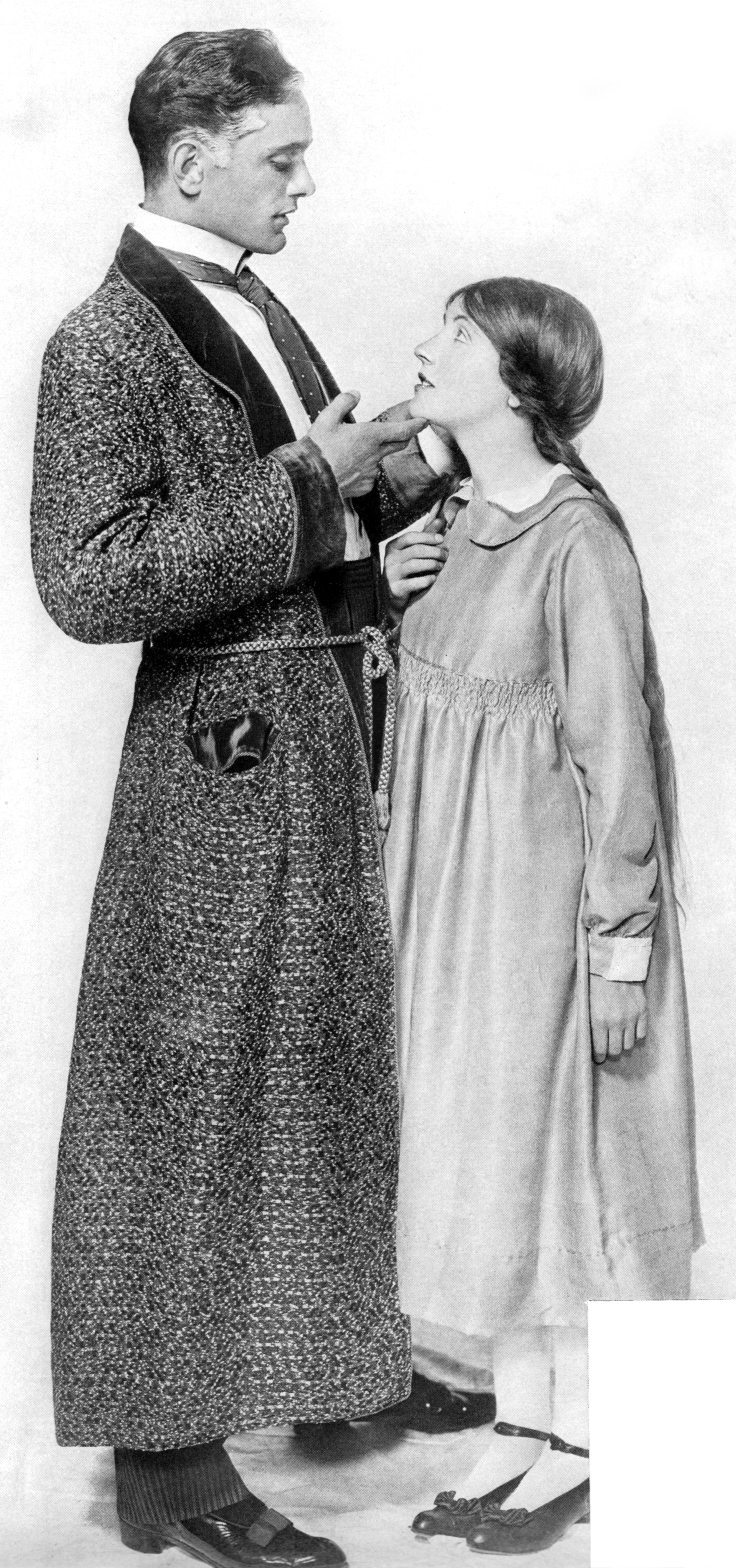
Philip Merivale et Patricia Collinge dans Pollyanna (1916).

Comme acteur, sauf mention contraire
- 1910 : The Scarlet Pimpernel de la baronne Orczy, adaptation de Montague Barstow, avec Maurice Elvey
- 1910 : Henry of Navarre de William Devereaux, avec Maurice Elvey
- 1914 : Pygmalion de George Bernard Shaw
- 1916 : Pollyanna de Catherine Chisholm Cushing, d'après Eleanor H. Porter
- 1916-1917 : The Harp of Life de J. Hartley Manners, avec Lynn Fontanne
- 1919 : A Young Man's Fancy de John T. McIntire, avec John Davidson, Jeanne Eagels, J. M. Kerrigan, Howard Lindsay
- 1919-1920 : One Night in Rome de J. Hartley Manners
- 1920 : The Tragedy of Nan de John Masefield, avec Walter Kingsford
- 1920 : Call the Doctor de Jean Archibald
- 1922-1923 : Le Marchand de Venise (The Merchant of Venice) de William Shakespeare
- 1923-1924 : Le Cygne (The Swan) de Ferenc Molnár, adaptation de Melville Baker, avec Basil Rathbone, Alison Skipworth
- 1924-1925 : Grounds for Divorce d'Ernest Vajda, adaptation de Guy Bolton, avec Ina Claire, Georges Renavent, Cora Witherspoon
- 1925 : Antonia de Melchior Lengyel, adaptation d'Arthur Richman, mise en scène de George Cukor et M. Mengyel, avec Ilka Chase, Lumsden Hare, Marjorie Rambeau, Georges Renavent
- 1925-1926 : Le Singe qui parle (The Monkey talks) de René Fauchois
- 1926 : Henri IV, 1re partie (Henry IV, Part I) de William Shakespeare, avec Thomas Chalmers, Gilbert Emery, J.M. Kerrigan, Walter Kingsford, Otis Skinner, Basil Sydney
- 1926 : Scotch Mist de Patrick Hastings
- 1926 : Head or Tail de Laszlo Lakatos, adaptation de Garrick Truman, avec Charles Halton, Allyn Joslyn
- 1927 : Hidden de William J. Hurlbut, mise en scène et production de David Belasco, avec Marjorie Gateson
- 1927-1928 : The Road to Rome de Robert Emmet Sherwood, avec Jessie Ralph
- 1928-1929 : The Jealous Moon de Theodore Charles et Jane Cowl, avec Harry Davenport, Guy Standing
- 1929 : Paolo and Francesca de Stephen Phillips, avec Jessie Ralph, Guy Standing
- 1929-1931 : Death takes a Holiday d'Alberto Casella, adaptation de Walter Ferris
- 1931-1932 : Cynara de H.M. Harwood et R.F. Gore-Brown, avec Henry Stephenson
- 1933-1934 : Mary of Scotland de Maxwell Anderson, avec Helen Hayes, Edgar Barrier, Ernest Cossart, George Coulouris, Moroni Olsen, Leonard Willey (adaptée au cinéma en 1936)
- 1934-1935 : Valley Forge de Maxwell Anderson, avec George Coulouris, Margalo Gillmore, Victor Kilian, Erskine Sanford
- 1935 : Othello ou le Maure de Venise (Othello, the Moor of Venice) et Macbeth de William Shakespeare, avec Gladys Cooper
- 1936 : Call it a Day de Dodie Smith, avec Gladys Cooper
- 1937 : An Now Good-Bye de Philip Howard, d'après James Hilton
- 1938 : Lorelei de (et mise en scène par) Jacques Deval, avec Dennis Hoey
- 1938-1939 : Spring Meeting de M.J. Farrell et John Perry, mise en scène de John Gielgud, avec Gladys Cooper, Robert Flemyng, Arthur Shields (comme producteur, conjointement avec Gladys Cooper)
- 1939-1940 : Ladies and Gentlemen de Ladislaus Bus-Fekete, adaptation de Charles MacArthur et Ben Hecht, avec Connie Gilchrist, Helen Hayes, Robert Keith
- 1941 : The Talley Method de S.N. Behrman, mise en scène d'Elmer Rice, avec Ina Claire
- 1944 : The Duke in Darkness de Patrick Hamilton, avec Raymond Burr, Edgar Stehli
- 1944 : Public Relations de Dale Eunson

## Publications
Comme dramaturge
- 1920 : The Wind over the Water ;
- 1922 : Knut at Roeskilde, tragédie ;
- 1924 : The Peace of Ferrara, drame en trois actes.